# Luisa Rojo
María Luisa Rojo Gayán, conocida como Luisa Rojo (Cetina, Zaragoza; 15 de febrero de 1946-Madrid, 16 de mayo de 2020),  fue una fotógrafa española, especialista en fotografía contemporánea, su interés por la imagen femenina, la fotocopia y el color  son sus lenguajes  con los que representó sus propuestas multidisciplinares y vanguardistas.

## Trayectoria profesional
De formación plural, desde la sanitaria en sus inicios realizando estudios concluidos de enfermería en la Facultad de Zaragoza, diplomada en Relaciones Públicas por la Cámara de Comercio e Industria de Madrid. En Madrid estudió Artes decorativas y realizó dos cursos de cine en la Universidad de Teruel (1985 y 1986). Estudió diseño en la Escuela e Diseño “Arty/Moda” de Madrid.
Participó en un curso de cultura islámica en el Instituto Occidental de Cultura Islámica de Madrid. Hizo un taller de fotografía con Jan Saudek (Gente que fotografía gente) y en un Seminario de Cine con Fernando Trueba, ambos en el Círculo de Bellas Artes de Madrid.
Hacia el año 1967, comenzó a experimentar con  la fotografía, primero en blanco y negro retratando paisajes y personas. Al poco tiempo  comenzaría con el color, aunando los tres pilares:  técnica, proceso y resultado. Ya en los años 90, la experimentación mediante la manipulación de la imagen la llevó a la utilización de las fotocopias, denominado  Copy Art, ya que esta técnica permite la inmediatez, por tanto cambia las medidas de ritmo y tiempo que permitía fugacidad, las imágenes analógicas positivadas eran fotocopiadas e intervenidas mediante el collage, para finalmente reproducirlas fotográficamente.
El resultado de todo este proceso novedoso y experimental fue expuesto en la galería Redor de Madrid (1980) y en las ciudades de Bilbao, Arlés y Barcelona. En el 83 preparó la exposición M-30 que se expondría en las galerías Moriarty de Madrid en 1983 y Spectrum en Zaragoza en 1984, e impreso finalmente en Cibachrome.
Ha dirigido talleres de fotografía desde 1989: La visión intensiva en Tarazona, Expresión plástico/gráfica en Vitoria y Oviedo y El estilismo en fotografía en Vitoria. Su obra fotográfica se viene exponiendo regularmente de manera individual y colectiva tanto en galerías como en museos desde 1977.
Su trabajo ha sido publicado en prensa: El País, Diario 16, Córdoba, ABC, Arte Fotográfico, Heraldo de Aragón, FV, ,,,, y ha expuesto de forma individual y/o colectiva ininterrumpidamente en galerías, museos, ferias de arte y festivales de fotografía desde el año 1977. Su obra se encuentra en diversas colecciones públicas y privadas. .  Comisariada por Rosa Olivares, en la Fundación Telefónica de Madrid en el año 1994, se presenta la exposición Mujeres. En el libro Impulsando la historia desde la historia de las mujeres, realizado por el grupo de investigación HUM603 de la Universidad de Granada. ISBN 978841662-56-9

## Exposiciones
Ha expuesto de forma individual y/o colectiva ininterrumpidamente en galerías, museos, ferias de arte y festivales de fotografía desde el año 1977. 
En el año 1977 comenzó su periplo expositivo en la galería Spectrum de Zaragoza realizado en esta galería especializada en fotografía, una de las galerías pioneras españolas,  varias exposiciones individuales a lo largo de los años incluyendo asistencia a ferias de arte como ARCO en Madrid, la feria Arteder en Bilbao. Participó en exposiciones colectivas en instituciones relevantes  en el Centro Cultural de la Villa de Madrid en la exposición Artistas por la Libertad en el año 1982, en la exposición inaugural del Museo Reina Sofía de Madrid titulada Procesos, Cultura y Nuevas Tecnologías  en el año1985, en el año 1989 Nueve fotógrafos aragoneses en los 90 en el Museo provincial de Saint Etienne, Francia. En los años 90 mantuvo una extensa actividad expositiva, como en el año 1990 Nueve fotógrafos de los 90  en el Museo Provincial de Zaragoza, esta exposición itineró por las ciudades de Huesca, Teruel y Pamplona. Bolero a dos, sala Juana Francés. Casa de la Mujer. Zaragoza. La exposición  Mujeres, celebrada en el festival de fotografía Tarazona Foto, en Zaragoza en el año 1990 y con el mismo título y año participó  en la Fundación Telefónica de Madrid. Posteriormente se celebró en el Círculo de Bellas Artes de Madrid una mega exposición que ocupó todos los espacios de la institución, denominada Crisis Cultura Crisis en el año 1993. En el año 1998, participó en la exposición itinerante organizada por el Instituto Cervantes titulada Metamorfosis de la luz, que viajó por diferentes países europeos, pasando por el Instituto Cervantes de Viena, Austria; el Instituto Cervantes de Salzburgo, Austria; el Instituto Cervantes  Fecdkich, Alemania.
En el año 2005 participó en relevantes exposiciones internacionales de fotografía  que recopilaba a 100 fotógrafos españoles del siglo XX, expuesta en la Feria de la Fotografía de París y en La Casa Encendida de Madrid.
La profesora y teórica Mónica Carabias, que comisarió varias exposiciones colectivas en las que Rojo participó, publicó en el año 2012: Fotografía experimental en España. La obra de Luisa Rojo, intervención y abstracción  ISSN 1131-5598,.

Para la exposición “Alas rotas” con ocasión de su participación en el primer Festival Huesca imagen en el año 2002, la crítica de arte y editora Rosa Olivares escribió un extenso estudio de la obra de Rojo en la que afirma:
Rojo niega y reafirma al mismo tiempo el lenguaje fotográfico, lo niega al regresar al papel, al incluir el texto manuscrito en los acetatos, pero la reafirma con la utilización del acetato que cierra y engloba todo lo que hay debajo de él, afirmando así que “todo” es fotografía: el papel digitalizado, los textos, los colores,... todo queda dentro de la fotografía. 

Las exposiciones de Rojo  en la Galeria Spectrum de Zaragoza se sucedieron periódicamente.  La exposición individual titulada Cortesanas celebrada en la Galería Spectrum de Zaragoza en el año 2016, constaba de obras de técnica mixta, collages y fotografías, su objetivo era hacer visible a la mujer. En esta exposición la autora manifestó que:
"quiero hacer visible a la mujer y un reconocimiento al feminismo, a su bien hacer en la historia, en la parcela en la que le han permitido vivir, transmitir la cultura, la vida, la crianza, habito y habilidad mantenida por la mujer. Manteniendo y defendiendo su espacio de mujer".
La exposición retrospectiva realizada en Finestra Estudio de Zaragoza, en el año 2017 en el 40 aniversario de la Galería Spectrum de Zaragoza, Rojo presentó una muestra retrospectiva bautizada como "Fotografía experimental en España. La obra de Luisa Rojo, intervención y abstracción".
Su última exposición fue Cierta luz. 52 fotógrafas aragonesas, que albergó La Lonja de Zaragoza en enero de 2019.